# Amédée Kabugubugu
Amédée Kabugubugu (Kivoga, 1934/1935 - Ngozi, 1972) fue un educador, político y diplomático burundés, que se desempeñó como ministro de Educación y ministro de Información e Inmigración del Reino de Burundi.

## Biografía
Nació en 1934 o 1935 en Kivoga, en la provincia de Muramvya, entonces en la colonia belga de Ruanda-Urundi. Étnicamente perteneciente al grupo tutsi, se educó en Guitega y en 1962 obtuvo una maestría en psicología de la Universidad Lovanium en la República del Congo.
Comenzó su carrera sirviendo como director general del Ministerio de Educación, hasta junio de 1963, cuando fue nombrado ministro de Educación en el gobierno del primer ministro Pierre Ngendandumwe, conservando su puesto cuando en abril de 1964 Albin Nyamoya conformó un nuevo gobierno.
En enero de 1965, cuando Ngendandumwe fue designado para un segundo gobierno, fue trasladado a la cartera de Información e Inmigración. Debido a su independencia política, el Rey Mwambutsa IV le pidió su renuncia y fue nombrado Consejero en la Embajada de Burundi en Bélgica. Al año siguiente fue nombrado como Embajador ante la UNESCO. Impartió cursos de psicología en la Universidad Oficial de Burundi en 1967 y en marzo de 1969 fue nombrado profesor asistente.
En la década de 1970 se exilió en Bélgica, pero regresó a Burundi al poco tiempo. Durante la violencia genocida de 1972, el gobernador militar de la provincia de Ngozi, Joseph Bizoza, hizo matar a seis funcionarios tutsis, entre los que estaba incluido Kabugubugu. Bizoza tenía un viejo rencor contra Kabugubugu. Más tarde afirmó que había confundido a Kabugubugu y a otro funcionario tutsis con hutus.